# Bernhard Purin

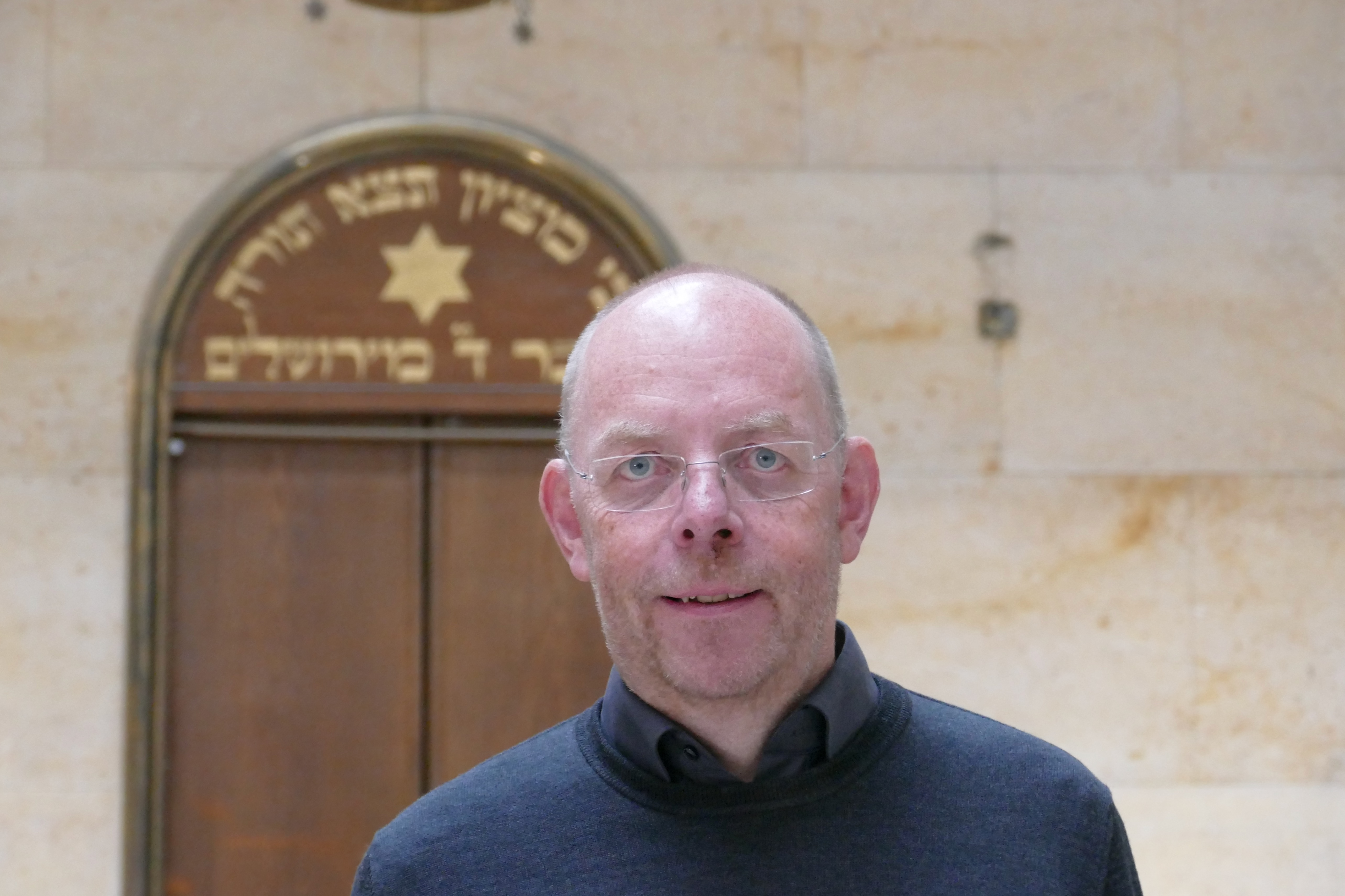
Bernhard Purin (2021)

Bernhard Purin (* 6. Oktober 1963 in Bregenz; † 18. Februar 2024 in München) war ein österreichischer Kulturwissenschaftler und Direktor des Jüdischen Museums München.

## Leben
Bernhard Purin war ein Sohn des österreichischen Architekten Hans Purin (1933–2010) und ein Enkel des österreichischen Malers Hans Purin (1898–1989). Er studierte von 1985 bis 1990 Empirische Kulturwissenschaft und Neuere Geschichte in Tübingen. 
1990/91 war er Projektleiter für den Aufbau des Jüdischen Museums Hohenems, von 1992 bis 1995 Kurator am Jüdischen Museum Wien, wo er u. a. eine der ersten Ausstellungen zur Raubkunstproblematik kuratierte.
1995 übernahm er die Leitung des Jüdischen Museums Franken, dessen beide Häuser in Schnaittach und Fürth 1996 bzw. 1999 eröffnet wurden. Während seiner Tätigkeit in Fürth kam es wiederholt zu Auseinandersetzungen um die Konzeption des Jüdischen Museums Franken. Die Israelitischen Kultusgemeinden Nürnberg und Fürth, Lokalhistorikerinnen und auch der damalige bayerische Innenminister Günther Beckstein forderten wiederholt die Abberufung Purins. Die Kontroverse erreichte mit dem Streit um die satirische Ausstellung Feinkost Adam der Berliner Künstlerin Anna Adam einen Höhepunkt.
In dieser und vorangegangenen Auseinandersetzungen konnte sich Purin stets mit Berufung auf die Unabhängigkeit der konzeptionellen Darstellung und mit Unterstützung der Fachwelt sowie der Trägerschaft des Museums gegen Einflussnahmen durchsetzen.
2002 wurde Purin auf Vorschlag der damaligen Münchner Kulturreferentin Lydia Hartl durch den Münchner Stadtrat zum Gründungsdirektor des Jüdischen Museums München berufen, das 2007 auf Grundlage seines Konzepts eröffnet wurde. Bis zu dessen Eröffnung 2017 gehörte er dem Konzeptteam für die Errichtung des Erinnerungsorts Olympia-Attentat in München an.
Von 2001 bis 2007 war Purin Vorstandsmitglied der Association of European Jewish Museums und gehörte diesem Gremium seit 2013 wiederum an. Er war Mitglied des wissenschaftlichen Kuratoriums des Museums Alte Synagoge Erfurt und des wissenschaftlichen Beirats des Jüdischen Kulturmuseums Augsburg-Schwaben, des Editorial Boards der Zeitschrift Images. A Journal of Jewish Art sowie des Advisory Boards der Central Registry of Information on Looted Cultural Property 1933–1945.
Purin starb unerwartet im Alter von 60 Jahren. Er lebte in München und Rosenburg (Niederösterreich). Er wurde am Friedhof Mariahilf in Bregenz bestattet.

## Werke (Auswahl)
- Die Juden von Sulz. Eine jüdische Landgemeinde in Vorarlberg, 1676–1744. Bregenz 1991, ISBN 3-900754-11-X.
- Beschlagnahmt. Die Sammlung des Wiener Jüdischen Museums nach 1938. Jüdisches Museum der Stadt Wien, Wien 1995, ISBN 3-901398-02-3.
- Wo sich ein jüdisches Herz wirklich ausruhen kann... Notizen zur jüdischen Volkskunst. In: Herbert Nikitsch, Bernhard Tschofen (Hrsg.): Volkskunst. Referate der österreichischen Volkskundetagung 1995. Wien 1997, ISBN 3-900358-11-7.
- Wilhelm Frey: Das bunte Haus. Jüdische Erzählungen aus Hohenems. Hrsg. und mit einem Nachwort versehen von Bernhard Purin. Hecht-Verlag, Hard 1996, ISBN 3-85298-019-4.
- „… ein Schatzkästlein alter jüdischer Geschichte. Die Sammlung Gundelfinger im Jüdischen Museum Franken“. Jüdisches Museum Franken, Fürth 1998, ISBN 3-9805388-4-2.
- Buch der Erinnerung. Das Wiener Memorbuch der Fürther Klaus-Synagoge. Jüdisches Museum Franken, Fürth 1999, ISBN 3-9805388-6-9.
- Jüdisches Museum Franken – Fürth & Schnaittach. Prestel Verlag, München / London / New York 1999, ISBN 3-7913-2205-2.
- Jüdisches Schnaittach. Einladung zu einem Rundgang. Medien und Dialog, Haigerloch 1999, ISBN 3-933231-05-1.
- Die Welt der jüdischen Postkarten. Christian Brandstätter Verlag, Wien 2001, ISBN 3-85498-144-9.
- Gerettet oder geraubt? Zur Aneignung von Judaica im Nationalsozialismus und heute. In: Koordinierungsstelle für Kulturgutverluste Magdeburg (Hrsg.): Museen im Zwielicht – die eigene Geschichte. Magdeburg 2002, S. 403–418.
- Jutta Fleckenstein, Bernhard Purin (Hrsg.): Jüdisches Museum München. Pressten Verlag, München / London / New York 2007, ISBN 978-3-7913-3826-2. (Museumsführer)
- Stadt ohne Juden. Die Nachtseite der Münchner Stadtgeschichte. Edition Minerva, München 2008, ISBN 978-3-938832-41-7.
- Building a Jewish Museum in Germany in the Twenty-First Century. In: Robin Ostow (Hrsg.): (Re)visualizing National History. Museums and National Identities in Europe in the New Millennium. Toronto 2008, ISBN 978-0-8020-9221-2, S. 139–156.
- A Jewish Museum for Munich. In: Material Religion. The Journal of Objects, Art and Belief. 4. Jg., H. 1 (2008), S. 114–118.
- Schilder- und Metallkunst Heinrich Schwed. Judaica aus einer Münchner kunstgewerblichen Werkstätte. Jüdisches Museum München, München 2009.
- „Wir müssen rückblickend vieles offen lassen, weil es keine Befunde gibt...“ Bernhard Purin, Direktor des Jüdischen Museums München im Gespräch mit Bettina Habsburg-Lothringen. In: Bettina Habsburg-Lothringen (Hrsg.): Dauerausstellungen. Schlaglichter auf ein Format. Transcript Verlag, Bielefeld 2012, ISBN 978-3-8376-1873-0, S. 115–125.
- Felicitas Heimann-Jelinek; Bernhard Purin (Hrsg.): Alles hat seine Zeit. Rituale gegen das Vergessen. Kehrer Verlag, Heidelberg 2013, ISBN 978-3-86828-399-0.
- Samsons Leuchter. Ein Chanukka-Leuchter aus dem Besitz der Familie Wertheimer. Jüdisches Museum München, München 2013.
- Emily D. Bilski, Bernhard Purin (Hrsg.): Smiling at You. Sharone Lifschitz: Works 2000–2014. Kehrer Verlag, Heidelberg 2014, ISBN 978-3-86828-486-7.
- Lilian Harlander, Bernhard Purin (Hrsg.): Bier ist der Wein dieses Landes. Jüdische Braugeschichten, Volk Verlag, München 2016, ISBN  978-3-86222-211-7.